# Ядерная физика (журнал)
«Я́дерная фи́зика» (англ. Physics of Atomic Nuclei) — российский научный журнал. Был основан в 1965 году как журнал Отделения ядерной физики АН СССР и издаётся до сегодняшнего дня. С 1965 года в США издаётся английская версия журнала. Журнал публикует статьи по физике атомного ядра, физике частиц высоких энергий, физике космических лучей и т. п. В год выходит 12 номеров журнала.
Входит в перечень рецензируемых научных журналов, в которых должны быть опубликованы основные научные результаты диссертаций на соискание учёных степеней кандидата и доктора наук. Утверждён решением Президиума Высшей аттестационной комиссией России в сентябре 2010 года.
Импакт-фактор журнала в 2011 году — 0.568.